# Classe Sang-o
La classe Sang-o (in coreano: 상어급?, Sang-eo geupLR, Sang-ŏ gŭpMR; letteralmente: classe Squalo) raggruppa una serie di sottomarini a propulsione convenzionale Diesel-elettrica costruiti dalla Corea del Nord a partire dal 1991; sono state per anni le più grandi unità subacquee costruite dai cantieri navali nordcoreani.
Una unità è stata catturata dalla Marina della Corea del Sud dopo essersi incagliata il 18 settembre 1996. La classe è basata sui progetti dei sottomarini Heroj iugoslavi, anche se molto più spoglio, con l'attrezzatura radar e i sistemi sonar datati.